# 波西傑克森—妖魔之海
《波西傑克森—妖魔之海》（英語：The Sea of Monsters）是奇幻小說《波西傑克森》系列當中的第二集，內容綜合了現代社會與古希臘文化，描述主角混血人波西傑克森在寒假前夕收到好友的危急通知，他與夥伴們決定一起前往現場援助。此時才發現他們被耍了。他們必須趕快安全的回混血營，但是怪物已經蓄勢待發，等著他們自投羅網，少年們陷入一場苦戰當中。

## 情節
波西·傑克森的七年級生活在平靜中悠悠渡過，真是令人感到很意外。原本波西與同學們只是要打一場無害的躲避球比賽，到最後竟演變成一場死亡遊戲，還有一幫醜陋的食人族巨無霸參一腳。
因為格羅佛與波西之間的「共感連結」，波西得知好友有難了，此時的混血營也遭遇了空前浩劫。於是波西與夥伴安娜貝斯和「怪胎」兄弟泰森私自踏上尋找金羊毛的冒險旅程。
波西和他的朋友們必須到妖魔之海出任務，以便拯救面臨危機的混血營，但在出任務之前，波西會先發現關於他家族的一個天大祕密......知道這個祕密之後，波西不免開始質疑，究竟身為海神波塞頓的兒子是一件光榮的事，抑或只是一個殘酷的玩笑？而且在出任務途中，他們發現被耍了。他們必須安全而趕快地回到混血營，可是怪物已經蓄勢待發，等著他們自投羅網......

## 本集主要角色
波西傑克森角色列表
波西·傑克森 (小說角色)|波西傑克森（柏修斯·傑克森，Percy Jackson，Perseus Jackson）
故事主角；天生患有注意力不足過動症及閱讀障礙的十二歲男孩。波西在故事裡得知他是海神波塞頓的兒子，而這些缺陷是因混血人的體質所影響。（閱讀障礙是因為腦內的古希臘字干擾；過動是基於混血人的戰鬥能力）波西是波塞頓之子。武器是波濤劍，平常是一支筆，拿掉筆蓋就會變化成劍，並且，會自動回到波西口袋中。
安娜貝斯·雀斯（Annabeth Chase）
智慧女神雅典娜之女，和波西同年齡。安娜貝斯在七歲時每晚櫃子裡的蜘蛛都會出來想要攻擊她，而身為雅典娜的孩子，最害怕的就是蜘蛛了，但繼母總是認為安娜貝斯胡思亂想，最後安娜貝斯不得以只好逃家。是由路克和宙斯之女泰麗雅所帶至混血營，內心當路克是哥哥。波西受到彌諾陶攻擊時出手幫忙。安娜貝斯自七歲在待在混血營至今。
格羅佛·安德伍德（Grover Underwood）
波西的好友兼守護者羊男。起初，他掩飾羊男身分尋找未被發現的混血人，負責帶領迷途的混血人安全抵達混血營。他在送波西到營區途中遭受彌諾陶攻擊。他畢生夢想是找到野地之神潘。
路克·凱司特倫（Luke Castellan）
主要反派；荷米斯之子。路克是波西在混血營中的十九歲指導員，幫忙訓練波西劍術指導（據說是混血營三百年以來最厲害的劍手）。最後，背叛波西且為泰坦王克羅諾斯行事。
奇戎（Chiron）
原本是波西的拉丁文老師布魯納先生，實際是半人馬。奇戎是混血營的營區活動主任。他個性溫和、愛好和平、充滿智慧，還擅長於醫術。
波塞頓（Poseidon）
海神，奧林帕斯三大神之一，脾氣像大海一樣，時而平靜，時而暴怒。是波西的父親。象徵物是三叉戟。
泰森（Tyson） 
獨眼巨人少年，和一隻馬頭魚尾怪感情很好。原本波西以為泰森是一個懦弱的大塊頭同學，卻在一次的怪物襲擊中發現泰森真面目。泰森和波西是同父異母的兄弟，是波賽頓之子。泰森外表看似高大，但心靈的實際年齡只有八歲。

## 改編
改編電影《波西傑克森：妖魔之海》已於2013年8月16日上映

### 與改編電影相異之處
- 小說中的格羅佛為了尋找牧羊神潘而被波呂斐摩斯抓走。電影改成被路克抓走。
- 小說中波西與泰森在學校中相遇，並成為好朋友後，才知道泰森是獨眼巨人。電影則是直接在混血營相遇，也立即知道泰森是獨眼巨人。
- 小說中奇戎被誣陷對泰麗雅松樹下毒，而被撇去混血營主任的職位。電影未提到。
- 小說中大預言因為透露英雄會死亡，直到第五集才公布出來。電影則是第二集公布。
- 小說中波西等人藉由荷米斯的幫助下從混血營溜出去。電影則改成在外面尋求荷米斯的幫助。
- 小說中賽西建立了女巫小島。電影則是建立無人使用的樂園。
- 小說中路克的豪華遊輪是安朵美達公主號。電影則改成遊艇。
- 小說中只看到克羅諾斯的金棺。電影則讓克羅諾斯現身與波西打鬥。

## 類似文學
- 哈利波特
- 希臘神話